# Nick Miller (artista)

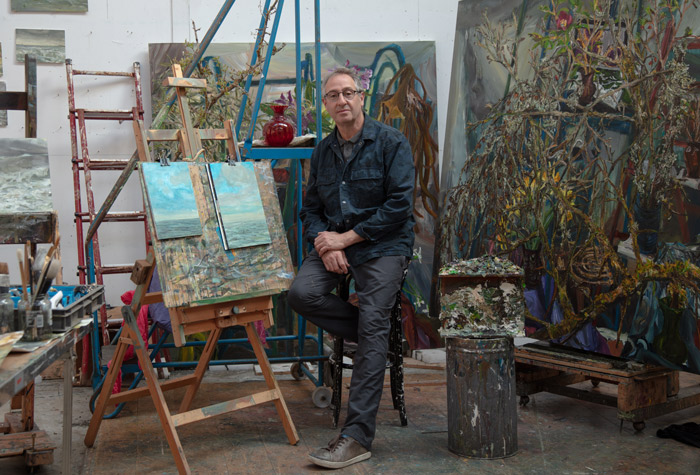
Nick Miller en su estudio

Nick Miller (nacido el 2 de agosto de 1962 en Londres), es un artista contemporáneo irlandés que se ha hecho conocido por revitalizar la pintura y el dibujo en los géneros tradicionales de retrato, paisaje y naturaleza muerta. Ha desarrollado un enfoque intenso e individual en la práctica de trabajar directamente desde la vida, que se ha descrito como una forma de pintura de encuentro.

## Biografía
En 1984, después de graduarse en Estudios de Desarrollo en la Universidad de Anglia del Este, se mudó a Irlanda para perseguir su interés en la pintura. Ha vivido y trabajado en Co Clare, Dublín, y aparte de los períodos que trabaja en los Estados Unidos, ha residido en gran medida en el condado de Sligo desde 1992. En 2018, después de 34 años, se convirtió en ciudadano irlandés. Se ha transformado en uno de los pintores contemporáneos más importantes de Irlanda. En reconocimiento a su importante contribución al arte irlandés, fue elegido para Aosdána en 2001. 

## Exposiciones
Se han realizado importantes exposiciones individuales de sus obras en el Museo de Arte Moderno de Irlanda (South African Works en 1994, y Nick Miller y el Estudio de Edward McGuire  en 2015-16), en la Real Academia Irlandesa en 2003 (Figura a tierra); en la Galería Butler, Castillo de Kilkenny en 2004 (Género); en la Galería de arte de la ciudad de Limerick y en el Colegio Irlandés de París en 2007 (Truckscapes: Drawings). En 2008 expuso Truckscapes: Paintings en la galería de la histórica Escuela de Dibujo, Pintura y Escultura de Nueva York. 

## Carrera
En 1997 convirtió un Truck, un taller móvil de British Telecom, en un estudio móvil, lo que facilitó al artista trabajar en pinturas y dibujos a gran escala en el paisaje, pero protegido de los elementos. Comenzó a obtener un reconocimiento crítico a principios del año 2000 en el trabajo de exhibición que abordaba la tradición conservadora de la pintura de paisajes irlandeses a través de su enfoque particular de la pintura de encuentros, para retratar la tierra y la naturaleza en el oeste rural de Irlanda. Su estudio móvil le permitió realizar un trabajo altamente productivo a lo largo de 15 años, durante los cuales exploró el paisaje a través de la interfaz del artista con la cultura y la naturaleza. Los "paisajes de camiones"  se distinguieron por la inclusión de la puerta del camión, cubierta de pintura salpicada, como una reunión pintada con la naturaleza definida por el artista y la realidad de la vista del camión. Ejemplos como From Cogan's Shed (2004) se pueden encontrar en colecciones de la Galería Nacional de Irlanda, y Whitethorn, truck-view (2000 -2001) en el Museo Irlandés de Arte Moderno. 
El retrato y la reunión formal con su tema es un principio central de la práctica de Miller que influye en su enfoque de todos los géneros de pintura. Para el artista, la obra de arte son los restos de un encuentro vivido y pintado. En una serie seminal de dibujos CLOSER a gran escala, realizados entre 1996 y 2000 y mostrados en Dublín y Londres, Miller dibujó a sus sujetos (en su mayoría familiares y amigos cercanos) para hacer retratos poco convencionales, incluido Corban (1996, Colección de IMMA), del artista irlandés Corban Walker (enlace roto disponible en Internet Archive; véase el historial, la primera versión y la última).. Estos dibujos se hicieron en lugares muy cercanos, explorando una perspectiva de un solo punto, cara a cara y a horcajadas sobre los sujetos en el papel que estaban dibujando en el piso. 
Entre los temas, tanto conocidos como desconocidos, Miller ha pintado al autor John McGahern (1998, Colección Niland), y una figura sentada en el Retrato de John Hogan (2004), agricultor y vecino del artista durante 16 años, durante un período viviendo en Lough Arrow, Co Sligo. La pintura está ahora en la colección de la Galería Hugh Lane, ubicada en la ciudad de Dublín. En 2014 recibió el Premio inaugural Hennessy Portrait, celebrado en la Galería Nacional de Irlanda. El premio incluyó una comisión para pintar al músico irlandés Donal Lunny para la Colección Nacional de Retratos, y fue otorgado por su pintura de 2013 Última sesión: Retrato de Barrie Cooke, un compañero artista y amigo de Miller que murió en 2014. Ambas pinturas están en la colección de la Galería Nacional de Irlanda. 
En 2014 fue invitado por el Museo de Arte Moderno de Irlanda para responder a los contenidos de estudio donados del renombrado pintor irlandés de retratos y bodegones Edward McGuire (pintor) (1932–1986), ahora en la colección del museo. Miller se instaló en el Museo, pasando tiempo con el contenido del estudio de trabajo y las pertenencias personales de McGuire. Durante la residencia realizó una serie de pinturas de objetos de naturaleza muerta y sobre las abundantes aves de peluche que Mcguire pintaba, y por las cuales era famoso. McGuire había muerto poco después de que Miller se estableciera en Dublín, en 1986. Ambos no se habían conocido pero Miller admiraba su trabajo, por lo que invitó a varios cuidadores de McGuires a que se sentaran a su lado en IMMA y hablaran de Edward, a menudo más de 30 años después. Estos incluyeron a Theresa Browne, Garech Browne, Wanda Ryan y los poetas Anthony Cronin y Paul Durcan. La exposición se llamó Nick Miller y el Estudio de Edward McGuire (noviembre de 2016-mayo de 2016), durante la cual se presentaron las obras de ambos artistas sobre temas similares, y una instalación de las pertenencias de estudio de McGuire con una película hecha por Miller sobre el renombrado McGuire, titulada "Diccionario de colores" 
De la misma manera que Miller intenta revitalizar las tradiciones en torno al paisaje y el retrato, continúa revolucionando el género de la "naturaleza muerta", a menudo fusionando la naturaleza muerta con el retrato. En años más recientes, desde 2011 comenzó a volver a pintar elementos de la naturaleza, flores, malezas, ramas e incluso algas, colocados en una variedad de jarrones. Inicialmente pintadas a escala doméstica, esta serie de obras se conocen como Buques: Nature Morte . Jackie Wullschläger describe las pinturas: "La naturaleza muerta siempre se trata de mantener el tiempo, pero las pinturas ejecutadas rápidamente de Miller también transmiten el crecimiento a la descomposición, casi a toda velocidad: las flores florecen, brillan, se marchitan en cada actuación pictórica rápida".  Fueron pintados durante varios años como una forma de mantener la conexión con su madre moribunda. En las más recientes pinturas Sin Raíces  Miller trabaja con experiencias de desintegración y orden, mientras lleva las naturalezas muertas a una escala monumental, afirmando la primacía de la "Naturaleza" como una realidad verdadera y vital.